# Канавера (Павија)
Канавера је насеље у Италији у округу Павија, региону Ломбардија.
Према процени из 2011. у насељу је живело 51 становника. Насеље се налази на надморској висини од 348 м.